# 源顕房
源 顕房（みなもと の あきふさ）は、平安時代後期の公卿・歌人。村上源氏、右大臣・源師房の次男。官位は従一位・右大臣、贈正一位。堀河天皇の外祖父。

## 経歴
後冷泉朝初頭の永承2年（1047年）3月に祐子内親王の年爵により従五位下に叙爵し、同年12月に元服して侍従に任官する。
永承4年（1049年）右近衛少将に遷ると、永承5年（1050年）三回の叙位を受けて従四位下、永承6年（1051年）二回の叙位を受けて正四位下、天喜3年（1055年）右近衛権中将、と順調に昇進する。ここまでは兄の源俊房と同じキャリアで昇進したが、俊房が正四位下昇進の翌年に従三位に叙せられて公卿に昇進したのと対照的に、顕房は天喜4年（1056年）蔵人頭（頭中将）に任ぜられ、頭を5年務めたのち康平4年（1061年）従三位・参議に叙任されて公卿に列している。
議政官として引き続き中将を兼ねる一方、康平5年（1062年）父の譲りにより二回の叙位を受けて従二位と順調に昇進し、治暦3年（1067年）正二位・権中納言に叙任されて、昇進面で俊房に肩を並べた。
後三条朝に入ると、兵衛督を務めたほか中宮・馨子内親王の中宮大夫を兼帯する。延久4年（1072年）には娟子内親王の降嫁事件で後三条天皇から疎まれていた俊房を超えて権大納言に昇任される。
白河朝に入ると、承保元年（1074年）俊房が権大納言に任ぜられて再び昇進を超えられるが、顕房は実娘の藤原賢子を摂関家の藤原師実の養女として白河天皇の春宮時代から入内させており、同年に賢子が皇后に冊立されると、その皇后宮大夫を務めている。永保3年（1083年）右大臣に任ぜられ、俊房とともに左右大臣として太政官の高官の地位を占めた。
応徳元年（1085年）皇后・藤原賢子が没する。しかし、応徳3年（1087年）賢子所生の善仁親王が即位（堀河天皇）して、顕房は天皇の実の外祖父となり、天皇の外戚としてその勢威は兄にも勝ったという。寛治7年（1093年）には俊房が左近衛大将に任ぜられ、俊房・顕房兄弟で左右大臣・左右大将を独占している。寛治7年（1093年）右近衛大将を長男の源雅実に譲るが、大将の官職を子息に譲ったことについて、藤原師通や藤原宗忠らから批判を受けた。
嘉保元年（1094年）正月に俊房とともに従一位に叙せられるが、同年9月5日に赤痢のため自邸（六条大路北・室町西）で薨去。享年58。最終官位は右大臣従一位。後に正一位が追贈された。

## 人物
日記に『六条右府記』がある。日記自体は散逸したが、逸文として『大饗御装束間事』の永保3年正月22日,26日に正月条が、『園太暦』貞和2年4月28日条に永保3年2月正月27日,28日,3月5日条が残っている。
歌人としても優れ、『後拾遺和歌集』以下の勅撰和歌集に14首の和歌が入集する。また天喜4年（1056年）5月に頭中将顕房家歌合（「六条右大臣家歌合」）を主催したほか、承暦2年（1078年）4月の内裏歌合、及び寛治7年（1093年）5月の郁芳門院（媞子内親王）根合で判者を務めるなど活躍した。『大鏡』の作者とする説もある。
なお、洛南の鳥羽離宮近くの久我の地に別荘を造営したことから、子孫である久我家の家名の由来となった。

## 逸話
源俊房・顕房兄弟が近衛少将であった頃、治部卿・源隆俊がこの兄弟のいずれかを婿に迎えようと思い、目の不自由になった相人に「あの二人をどのように占ったか」と問うたところ、「お二人ともすばらしく、両方とも大臣に昇るに違いない人です」と答えがあった。そこで、「どちらが時勢に合って栄えるだろうか」と尋ねると、「弟君は子孫が栄え、帝や摂政関白も生まれるに違いない相がある」と言われたことから、六条殿（顕房）を婿に迎えたという（『今鏡』）。
寛治7年（1093年）長男の源雅実に譲るために顕房は右近衛大将を辞任していたが、嘉保元年（1094年）堀河天皇が白河上皇がいる六条殿への朝覲行幸を行った際、左衛門尉・藤原盛重や右近衛府生・秦行俊ら共の者をはね馬に乗せて前駆として随身のように従えて乗馬で供奉したことから、まるで依然として近衛大将にあるかのような様子であったという（『今鏡』『古事談』）。

## 官歴
『公卿補任』による。
- 永承2年（1047年） 3月14日：従五位下（祐子内親王御給）。12月7日：元服、侍従
- 永承4年（1049年） 2月5日：右近衛少将[6]。12月28日：東宮殿上（東宮・尊仁親王）
- 永承5年（1050年） 2月6日：従五位上（少将労）。11月13日：正五位下（上東門院御給）。11月27日：従四位下（馨子内親王御給）
- 永承6年（1051年） 正月7日：従四位上（祐子内親王御給）。正月27日：兼近江権介。12月：正四位下（父卿譲、造冷泉院行事賞）
- 天喜3年（1055年） 2月2日：止近江権介[6]。9月6日：右近衛権中将
- 天喜4年（1056年） 正月11日：蔵人頭。2月3日：兼近江介
- 天喜5年（1057年） 2月30日：兼周防介[6]
- 康平3年（1060年） 2月21日：兼伊予権守
- 康平4年（1061年） 2月28日：参議、中将権守如元。7月16日：従三位（父卿譲、去長久3年平野行幸行事賞）
- 康平5年（1062年） 正月5日：正三位（父卿譲）。7月13日：従二位（父卿譲、石清水賀茂行幸行事賞）
- 康平7年（1064年） 3月4日：兼伊予権守（再任?）。12月26日：兼左近衛中将
- 治暦3年（1067年） 2月6日：権中納言。3月26日：正二位（父譲）。日付不詳：勅授
- 治暦4年（1068年） 12月29日：兼右兵衛督
- 治暦5年（1069年） 正月26日：兼左兵衛督。7月3日：兼中宮大夫（中宮・馨子内親王）
- 延久4年（1072年） 7月24日：辞左兵衛督（申任男雅実右少将）。12月2日：権大納言
- 延久6年（1074年） 6月20日：兼皇后宮大夫（皇后・藤原賢子）
- 承暦4年（1080年） 8月22日：兼右近衛大将
- 永保3年（1083年） 正月26日：右大臣。正月27日：右大将如元。12月15日：辞皇后宮大夫
- 寛治6年（1092年） 12月：辞大将（依病）
- 寛治8年（1094年） 正月5日：従一位。9月5日：薨去（右大臣従一位）

## 系譜
- 父：源師房
- 母：藤原尊子 - 藤原道長娘
- 正室：源隆子 - 源隆俊娘
  - 女子：藤原賢子（1057-1084）‐ 藤原師実養女、白河天皇中宮
  - 男子：源雅実（1059-1127）
  - 女子：源師子[7]（1070-1149） - 藤原忠実室
- 妻：肥前守藤原定成娘
  - 男子：源顕仲（1064（58）-1138）
- 妻：美濃守藤原良任娘
  - 男子：源雅俊（1064-1122）
  - 男子：源国信（1069-1111）
  - 女子：御匣殿[8]
- 妻：源顕雅母 - 信濃守藤原伊綱娘
  - 男子：源顕雅（1074-1136）
  - 男子：源信雅[9] （1079-1135）
  - 男子：覚樹（1079-1139） - 東大寺権少僧都
- 妻：藤原惟子 - 因幡守藤原惟綱娘
  - 男子：源雅兼（1079-1143）
- 妻：石清水八幡宮別当清円娘
  - 男子：清覚（1083-1119） - 延暦寺法眼
  - 男子：源雅光[10]（1089-1127）
- 妻：式部命婦 - 筑前権守藤原信尹娘
- 生母不明の子女
  - 男子：源季房[11]（?-1156）
  - 男子：源雅隆[10]
  - 男子：相覚（1070-1124） - 法性寺座主
  - 男子：顕覚
  - 男子：定海（1074-1149） - 醍醐寺座主・東寺長者・法務大僧正
  - 男子：隆覚（1075-1158） - 興福寺別当・権僧正
  - 男子：覚雅（1090-1146） - 東大寺少僧都
  - 女子：藤原顕隆室
  - 女子：藤原師実室（?-1114） - 実は源師賢の娘?
  - 女子：別当殿[12]（?-1097） - 源俊明の養女
  - 女子：堀河院承香殿[13]